# Wolodymyr Weredjuk
Wolodymyr Weredjuk (ukrainisch Володимир Вередюк; * 7. April 1993 in Worochta) ist ein ehemaliger ukrainischer Skispringer.

## Werdegang
Sein erstes internationales Springen absolvierte Weredjuk im Alter von 12 Jahren bei der Junioren-Weltmeisterschaft in Kranj. Auf der Normalschanze erreichte er den 65. Platz. Ein Jahr später startete er am 17. Februar 2007 erstmals im FIS-Cup im polnischen Zakopane und beendete das Springen auf dem 33. Platz. Am nächsten Tag belegte er den 29. Platz. Es folgten weitere Springen im FIS-Cup. Bei der Junioren-Weltmeisterschaft 2008 im italienischen Tarvisio belegte er auf der Normalschanze den 56. Platz und konnte im Teamspringen den 13. Platz erreichen. Am 2. Februar 2008 sprang er in Zakopane erstmals im Continental Cup, wurde jedoch lediglich 79. Bei der drei Wochen später stattfindenden Junioren-Weltmeisterschaft wurde er auf der gleichen Schanze 61.
Am 29. November 2008 stand er im Teamaufgebot der Ukrainer beim Weltcup-Teamspringen im finnischen Kuusamo und wurde dort mit dem Team gemeinsam mit Wolodymyr Boschtschuk, Oleksandr Lasarowytsch und Witalij Schumbarez Neunter. Bei der Junioren-Weltmeisterschaft 2009 in Štrbské Pleso wurde er auf der Normalschanze 68. und erreichte mit der Mannschaft im Teamspringen den 16. Platz. Zum Auftakt des Sommer-Grand-Prix 2009 wurde er erneut für ein Teamspringen nominiert. Er belegte gemeinsam mit Oleksandr Lasarowytsch, Witalij Schumbarez und Wolodymyr Boschtschuk den 13. Platz. Wenige Tage später sprang er wieder im FIS Cup, belegte jedoch immer nur die hinteren Ränge. Zu Beginn der nächsten Saison stand er in Kuusamo erneut im Aufgebot für ein Teamspringen. Mit demselben Team wie im Sommer wurde er 14. und damit letzter. Am 16. Januar 2010 konnte er im polnischen Szczyrk als 24. erstmals seit fast drei Jahren wieder punkte holen. Wenige Tage später schaffte er es bei den Junioren-Weltmeisterschaften Hinterzarten auf den 62. Platz. Mit dem Team wurde er 15. Seitdem startet er fast ausschließlich bei Springen im Rahmen des Skisprung-Continental-Cups, konnte aber den zweiten Durchgang aber bisher noch nicht erreichen. in Hinterzarten trat er im August wieder beim Teamspringen im Sommer-Grand-Prix an, wurde allerdings gemeinsam mit Wassyl Schurakiwskyj, Witalij Schumbarez und Wolodymyr Boschtschuk nur 14. und damit letzter. Beim Sommerspringen am 11. August 2012 im finnischen Kuopio errang er als 27. erstmals Continental-Cup-Punkte.
Weredjuk gehört auch weiterhin nicht zum festen A-Nationalkader, wird jedoch weiterhin bei Teamwettbewerben im Weltcup eingesetzt. Meist kann die Ukraine jedoch kein Team stellen. Dies ist auf die mangelnde finanzielle Ausstattung des Skisprungverbandes der Ukraine zurückzuführen.